# 이반 예프레모프 (역도 선수)
이반 블라디미로비치 예프레모프(우즈베크어: Ivan Vladimirovich Yefremov, 러시아어: Ива́н Влади́мирович Ефре́мов, 1986년 3월 9일~)는 우즈베키스탄의 역도 선수이다. 2012년 하계 올림픽 남자 헤비급에서 동메달을 획득했으며 세계 선수권 대회 은메달 1개를 획득했다.